# Shiho Narushima
 (octobre 2021).
Shiho Narushima, née à Tokyo, est une pianiste franco-japonaise.

## Biographie
Shiho Narushima commence le piano à quatre ans. À 11 ans, elle commence les prestations sur scène en solo. Elle arrive en France en 1992, elle entre à l’École Normale de Musique de Paris. Elle est lauréate du concours de Vienne au Japon en 1994. En 1998, elle obtient le diplôme Supérieur de Concertiste à l'unanimité du jury. Par la suite, elle continue son parcours à l'académie d'Imola en Italie. Elle sort son premier album en 2019 au Japon. Shiho Narushima achève ses études en 2006 au Conservatoire National Supérieur de musique et de danse de Lyon. Shiho Narushima est également l'une des pianistes permanentes du festival de piano de Bézyl.
En novembre 2024, elle publie son deuxième album, comportant des interprétations de Schubert, Ravel, Mendelssohn et Le Penven. Elle offre une place particulière à ce dernier, qui est à l'origine de la création de l'école de musique de Quimper, l'ancien nom du conservatoire de musiques et d'art dramatique de Quimper (Cmad).

## Enseignement
Entre 2006 et 2010 elle est professeure et accompagnatrice aux conservatoires de musique de Chantilly et de Noyon. En 2009 et 2010, Shiho Narushima est accompagnatrice officielle à l’École Normale de Musique de Paris. Elle s'installe pendant trois années passées en Nouvelle-Calédonie, en tant qu'enseignante et accompagnatrice de classe de chant au Conservatoire de musique et de danse à Nouméa, elle réside à Poitiers puis à Nantes jusqu'en août 2018. Actuellement elle enseigne à Quimper et jongle entre concert, master classe et cours privé.

## Concerts et représentations
- 2000 : Invité au Festival de la Roque d'Anthéron[7]
- 2010, 2011, 2012: La Folle Journée au Japon[8]
- Août 2021 : Festival de musique en Albret[9]
- Août 2021 : Les Jeudis Musicaux[10]
- Depuis 2016 : Festival Piano à Bézyl[11] à Sixt-Sur-Aff
- Depuis 2022 : Festival Rencontres à l'orangerie de Lanniron[12] à Quimper

## Prix et distinctions
- 1er prix au concours de Niigata, 1988[13]